# Janet Evans
Janet Elizabeth Evans - (28 de agosto de 1971 en Fullerton, Estados Unidos). Nadadora estadounidense, ganadora de cuatro medallas de oro olímpicas entre los Juegos de Seúl 1988 y Barcelona 1992.

## Inicios
Considerada una niña prodigio de la natación estadounidense, empezó a participar en competiciones siendo una niña de apenas cinco años. Su progresión fue meteórica. Causó sensación ya en 1986, cuando ganó tres títulos de campeona de Estados Unidos en Orlando (Florida), en los 400 y 800 m libre, y en los 400 m estilos.
En 1987 repitió este éxito, lo que unido a su gran actuación en los Campeonatos Pan Pacific celebrados en Brisbane, le valió ser elegida nadadora estadounidense del año.

## Juegos de Seúl '88
Sin embargo su consagración definitiva llegó en 1988. En marzo de ese año se convirtió en la primera nadadora en romper la barrera de los 16 minutos en la prueba de 1500 m libres, con un tiempo de 15:52,10. Posteriormente, los Juegos Olímpicos de Seúl 1988 la convirtieron, junto a la alemana Kristin Otto, en la reina indiscutible de la piscina. Ganó tres medallas de oro (400 m, 800 m y 400 m estilos), batiendo el récord del mundo de los 400 m libres con 4:03,85. Por supuesto volvió a ser elegida nadadora del año en Estados Unidos, además de convertirse en una de las deportistas más populares y queridas del país, debido a su simpatía y a su aspecto frágil (mide solo 1'56 m.), tan alejada del estereotipo de las nadadoras grandes y musculadas que triunfaban en esa época.
Lejos de dejarse llevar por la fama, siguió entrenando duró y mejorando sus resultados. En 1989 además de volver a ganar tres oros en los Campeonatos Pan Pacific de Tokio, batió el récord mundial de los 800 m con un tiempo de 8:16,22. 
Tras tomarse un año sabático en 1990, cambió de entrenador y se trasladó a vivir a Austin. Regresó a la competición en 1991, ganando un oro y dos platas en los Campeonatos del Mundo de Perth. Su preparación estaba encaminada a los Juegos de 1992.

## Juegos de Barcelona '92
En los Juegos Olímpicos de Barcelona 1992 tenía esperanzas de repetir su hazaña de Seúl, y las perspectivas eran muy buenas. Sin embargo al final hubo de "conformarse" con el oro en los 800 m libres y la plata en los 400 m libres, donde fue superada por la alemana Dagmar Hase.
Este fue el punto de inflexión que inició su declive deportivo. Aunque seguía siendo la mejor en su país, ya no tenía la velocidad de antes. Su último triunfo importante fue el oro de los 800 m en los Campeonatos del Mundo de Roma en 1994. Llegó a Atlanta para participar en sus terceros Juegos Olímpicos y buscar su quinta medalla de oro olímpica, pero solo fue 6.ª en los 800 m libres, mientras que no pasó a la final de los 400 m libres. 

## Retirada
Este fue el punto final de la carrera deportiva de una de las más talentosas nadadoras de la natación moderna. Tenía solo 25 años. Janet Evans se caracterizó por un estilo de nadar poco ortodoxo, con un movimiento asimétrico en la brazada y una capacidad respiratoria impresionante dada su poca corpulencia. Fue tres años elegida la mejor nadadora del mundo (1987, 1989 y 1990). 
En 2001 fue incluida en el Salón de la Fama de la natación internacional.
La desproporcionada talla de los récords de Janet Evans pudo constatarse con el paso del tiempo. Hubo que esperar casi 18 años hasta que la francesa Laure Manaudou pudiera rebajar la marca de 4:03,85 que había realizado en los 400 m libres en Seúl; más de 19 años tardó en batirse su récord de 15:52,10 en 1500, que fue rebajado en junio de 2007 por su compatriota Kate Ziegler; y por último, la británica Rebecca Adlington le quitó el récord de los 800 metros en los Juegos Olímpicos de Pekín 2008.

## Regreso
A sus 40 años Janet Evans regresó a la natación de competición en el Grand Prix de Austin consiguiendo la clasificación para los Juegos Olímpicos de Londres 2012 en los 400 metros libre.